# Економска географија
Економска географија је део друштвене географије која се бави проучавањем територијалне организације производње. Даје оцену географских услова са становишта економске вредности, издваја и проучава привредне рејоне и дуге производно-територијалне комплексе. Основу економске географије чини учење о географској подели рада.

## Подела економске географије
- Саобраћајна географија
- Индустријска географија
- Аграрна географија